# Imperi Aixanti
L'Imperi Asante, Imperi Aixanti o Asante va ser un Estat creat pels aixanti, ètnia pertanyent al grup dels àkans Va ocupar les terres properes a la Costa d'Or, a Àfrica Occidental.

## Història
Els àkans van crear el seu primer estat al segle xiii. Al segle XVII els akan van fundar tres regnes a l'interior del que avui és Ghana: Denkyra, Akyem i Akwamu. Aquests regnes, enfrontats entre si, feien frontera amb els petits Estats aixanti, anomenats oman, que estaven dirigits per un cap o hene.
La presència europea a la regió s'havia iniciat amb el Fort de Sant Jordi de la Mina, construït en la costa pels portuguesos en 1482, al que va seguir el Fort de Santo Antonio de Axim (actual Axim) el 1486. Els neerlandesos, per la seva banda, en 1612, després d'haver obtingut el permís dels líders locals a través del Tractat d'Asebu, van construir el Fort Nassau, prop de Mouri, i el 1637 van prendre el control també del fort portuguès i van mantenir la seva influència a través d'acords com el Tractat de Butre de 1656. Els suecs van començar a fer acte de presència després de la construcció de Fort Christiansborg (1653) i els danesos el 1658.

### Seglexviii

#### Política expansionista
A la fi del XVII els oman es van confederar sota el hene Osei Tutu, que governava el oman de Kumasi. A Akwamu, Osei Tutu va aconseguir armes de foc europees, amb les quals es va enfrontar a Denkyra en 1700. Després de la Batalla de Feyiase (1701), la confederació Aixanti va reemplaçar a Denkyira com a potència dominant a la regió, i els neerlandesos van començar a pagar tribut als aixantis per la seva colònia de Elmina. Els neerlandesos normalment pagaven dues unces d'or al mes a l'estat Aixanti com a tribut. Osei Tutu va morir entorn de 1717, començats els combats amb els altres dos regnes, que van sucumbir en la dècada de 1730, naixent l'imperi dels Aixantis (o Asante).
L'imperi va continuar expandint-se cap al nord, a fi i efecte controlar les rutes comercials. El 1724 havien acabat ja amb Bono, un altre regne dels akan, després de la qual cosa es van enfrontar a Gonja i Dagomba, regnes regits per altres grups ètnics. Els aixantis es van imposar gràcies al poder de les seves armes de foc, tecnologia desconeguda a la regió. No obstant això, en 1765 l'imperi va ser derrotat pels regnes dels fanti, gràcies al suport britànic.

### Seglexix

#### Màxima expansió aixanti
Els aixantis tenien un gran exèrcit, 40.000 a 50.000 infants a la meitat del segle xviii. D'aquests, només el 20 o 30% venien de Kumasi i la resta ho aportaven les tribus vençudes i aliades (amantoo). Però estaven armats amb mosquets obsolets encara que amb una estructura de comandament eficient i centralitzada (asanthene).

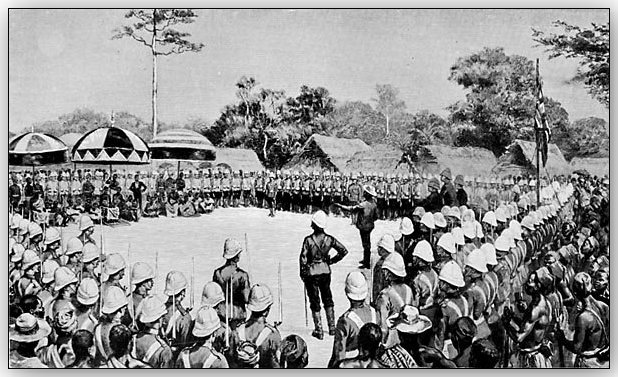
Submissió de Kwaku Dua Prempeh als britànics en 1896.

Entre 1806 i 1807 l'Imperi Aixanti va tornar a enfrontar-se als fanti, absorbint-los, la qual cosa es consolidaria després d'un posterior enfrontament en 1811, victòria que repetiria en l'enfrontament contra l'aliança Akim-Akwapim el 1814-16. Aquest fet els va permetre entrar en contacte amb les potències colonials europees. A partir de llavors es van succeir una sèrie d'enfrontaments entre els britànics, els danesos, els neerlandesos i els aixantis, amb resultats diversos. El 1817 la Companyia de Mercaders Comerciant a l'Àfrica (britànica) va signar un tractat d'amistat que reconeixia la sobirania aixanti sobre gran part de la costa. Joseph Dupuis, va exercir com a primer cònsol britànic a Kumasi, a partir de març de 1820. No obstant això les disputes sobre les fronteres entre l'Imperi Aixanti i la colònia britànica van donar lloc a la Primera Guerra Anglo-Aixanti, entre 1823 i 1831, aconseguint-se finalment un acord pel qual ambdues parts van acceptar el riu Pra com a frontera. El 1867 el govern britànic va abolir la Companyia de Mercaders Comerciant a l'Àfrica i es va apropiar de les terres que posseïa al llarg de la costa. Posteriorment es reproduirien els enfrontaments en la Segona Guerra Anglo-Aixanti (1863 - 1864) i en la Tercera Guerra Anglo-Aixanti (1873 - 1874). En aquesta última, les tropes aixantis van combatre a l'antiga Costa d'Or Neerlandesa pel control de la ciutat de Elmina, ciutat que el 1872 havia passat de mans neerlandeses a britàniques, i que era reclamada pels aixantis. El gener de 1874, el desenvolupament de la batalla de Amoaful i de la batalla de Ordashu va permetre als britànics prendre el control de la zona i van acabar per entrar a la capital, Kumasi, saquejar-la i establir una colònia militar a la ciutat.

#### Tractat de Fomena
Després d'aquesta victòria britànica el monarca aixanti va signar amb els vencedors el Tractat de Fomena el 13 de febrer de 1874, pel qual es comprometia a mantenir la pau entre el Regne Aixanti i l'Imperi britànic, compensar econòmicament per les despeses provocades per les anteriors guerres i cessar d'atacar els interessos britànics a la regió. A partir d'aquest moment l'imperi va perdre part del control polític i alguns dels seus territoris es van independitzar.
En 1888 el hene Kwaku Dua Prempeh va tractar a través de diferents iniciatives de restablir la influència política sobre l'imperi, més enllà dels termes del Tractat, però va ser en debades. El 29 de juny de 1895 el secretari d'estat britànic per a les colònies Joseph Chamberlain va jutjar que la independència de Aixanti era una «molèstia intolerable», en el context d'una possible guerra contra França per assegurar el domini britànic sobre la Costa d'Or, doncs els francesos estaven augmentant la seva presència a l'oest del Regne Aixanti. França buscava una aliança amb Kwaku Dua Prempeh, però aquest no estava interessat, doncs només volia la pau amb els britànics perquè aquests ajudessin en la prosperitat dels aixantis. No obstant això, Chamberlain va amenaçar d'ordenar una incursió militar el 21 de novembre de 1895 per sotmetre'ls si no complia amb els pagaments del Tractat de Fomena. Finalment, això va succeir després que Premeh I enviés una comitiva de pau per negociar amb el Regne Unit. La delegació, enviada a parlamentar amb la reina Victoria del Regne Unit, va romandre sis mesos a Anglaterra sense que el govern britànic els concedís audiència. En 1896, després de l'anomenada Quarta Guerra anglo-asante, l'imperi es va rendir, va cessar la resistència i Prempeh I va ser arrestat. L'1 de gener de 1897, Prempeh I i part de la seva Cort van ser deportats a Sierra Leone i més tard a les illes Seychelles.

### Segle XX

#### Guerra del Tron d'Or

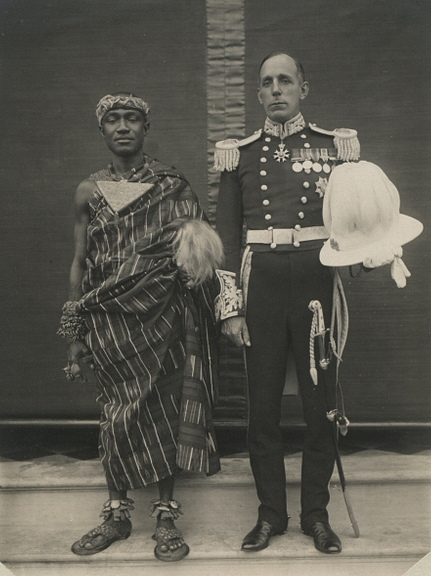
El rei asante Premeh II i Arnold Hodson, el representant britànic, en la cerimònia de coronació, el 31 de gener de 1935.

El 25 de març de 1900 el representant britànic, Frederick Mitchell Hodgson, va anunciar que el país Aixanti seguia devent-li a la Corona britànica la compensació econòmica del Tractat de Fomena, i que estant el rei en l'exili, l'autoritat britànica passava a posseir el poder. La Cort aixanti que no havia estat exiliada a les Seychelles va organitzar una ofensiva contra les forces britàniques instal·lades en Kumasi. L'atac va ser liderat per la reina aixanti Yaa Asantewaa, regna-mare del oman de Ejisu. Des del 28 de març de 1900 fins a setembre d'aquest mateix any, els enfrontaments entre les tropes britàniques i aixantis es van succeir, donant lloc a l'anomenada guerra del Tron d'Or o Guerra de la Banqueta d'Or. La victòria britànica va concloure amb la deportació a les Seychelles de Asantewaa i altres líders aixantis.

#### Dissolució
El gener de 1902, els britànics finalment van annexar el territori aixanti a la seva colònia de la Costa d'Or britànica, permetent la continuïtat de la nació aixanti sota la forma del Protectorat Aixanti. Yaa Asantewaa va morir en l'exili a les Seychelles el 17 d'octubre de 1921. El rei Premeh I va poder tornar de l'exili al desembre de 1924, després d'organitzar-se iniciatives perquè es permetés el seu retorn, com la Asante Kotoko Union, morint no obstant això el 12 de maig de 1931. El seu successor, Prempeh II, va aconseguir restablir el consell real aixanti el 1933, sent restablit nominalment en el tron el 31 de gener de 1935. En 1937 les autoritats colonials li van concedir l'Ordre de l'Imperi Britànic. El país va ser integrat a Ghana en 1957 sota el mandat del rei Prempeh II, al costat de la resta dels territoris de la Costa d'Or britànica i el Togo Britànic sent reconegut el rei pel nou estat independent de Ghana i unint-se el regne constitucionalment a Ghana.